# Ruedi Aebersold

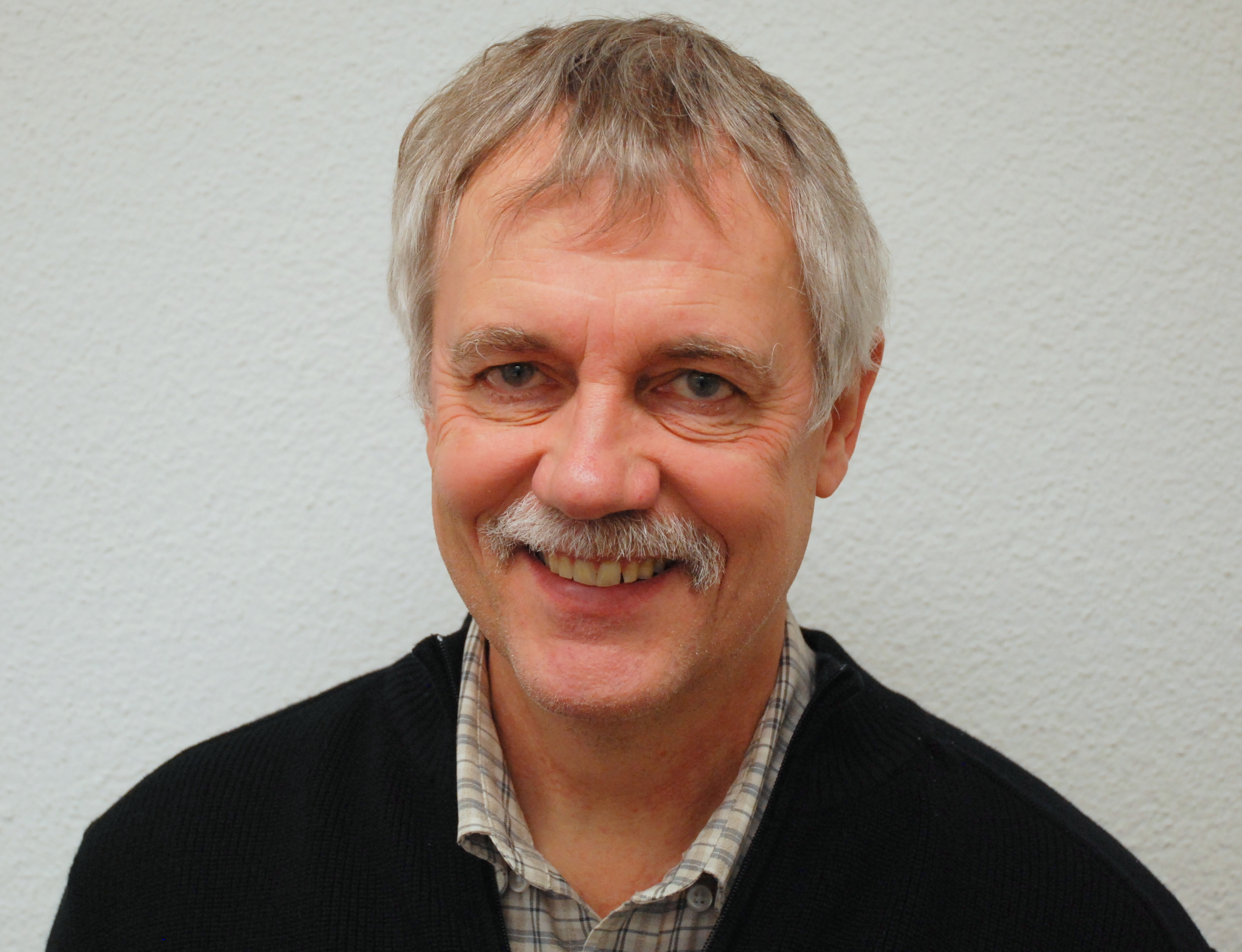
Ruedi Aebersold 2012

Ruedi Aebersold, auch Rudolf Hans Aebersold (* 12. September 1954 in Oberdiessbach), ist ein Schweizer Zell- und Systembiologe. Er gilt als einer der Pioniere der Proteomik.

## Leben
Aebersold studierte an der Universität Basel (Diplom 1979) und wurde 1983 am Biozentrum der Universität Basel in Zellbiologie promoviert (Structure-function relationships of hybridoma-derived monoclonal antibodies against streptococcal A group polysaccharide). Als Post-Doktorand war er 1984 bis 1986 am Caltech, wo er 1987/88 Senior Research Fellow war. Er war 1989 bis 1993 Assistant Professor an der University of British Columbia in Vancouver und 1993 bis 1998 Associate Professor und ab 1998 Professor an der University of Washington in Seattle, bevor er 2000 einer der Gründer des Institute of System Biology (ISB) in Seattle war, wo er Professor war und eine Forschungsgruppe leitete. Ab 2004 war er Professor an der ETH Zürich, ab 2005 im damals neu gegründeten Institut für molekulare Systembiologie (IMSB). Im Januar 2020 wurde er emeritiert. Er leitet seit 2020 bis Ende 2023 ein ETH-Projekt zum Tumor-Profiling.
Er befasst sich mit Proteomik, der Analyse der Proteine der Zelle, ihrer Wechselwirkung, Funktion und Lokalisierung (und den jeweiligen Veränderungen bei Krankheiten und als Reaktion auf äußere Stimuli) insbesondere mit massenspektrometrischen Methoden. Aebersold ist bekannt für Beiträge zur gezielten Proteomik (targeted proteomics).  Er entwickelte massenspektroskopische Verfahren (wie selected reaction monitoring, SRM), aber auch Software und Standardformate für die in der Proteomik anfallenden Daten und ist einer der Erfinder des  Isotope-Coded Affinity Tag (ICAT), einem Markierungsverfahren mit stabilen Isotopen in der quantitativen Proteomik (veröffentlicht 1999). Mit seinem Team kartierte er (fast vollständig, unter verschiedenen Bedingungen) das Proteom des Menschen, der Hefezelle und des Tuberkuloseerregers (Mycobacterium tuberculosis), wobei auch neue Proteine entdeckt wurden.
2005 erhielt er den HUPO Distinguished Achievement in Proteomic Science Award der Human Proteome Organization (HUPO), 2006 die Theodor-Bücher-Medaille der FEBS und Theodor Bücher Vorlesung, 2008 den ABRF Award der Association of Biomolecular Resource Facilities und 2010 den Otto Naegeli-Preis. 2012 erhielt er den Thomson Medal Award der International Mass Spectrometry Conference (IMSC). 2018 erhielt er Bijvoet-Medaille des Bijvoet Center for Biomolecular Research der Universität Utrecht und den Paracelsus-Preis der Schweizerischen Chemischen Gesellschaft. Er wurde 2006 Mitglied der EMBO und ist seit 2014 Mitglied der Leopoldina. 2009 gehörte er zu den ISI Highly Cited Researchers. 2020 wurde er mit dem Schweizer Wissenschaftspreis Marcel Benoist ausgezeichnet, 2024 gemeinsam mit Matthias Mann mit dem H.P.-Heineken-Preis für Biochemie und Biophysik.
Er ist Mitgründer der Biotechfirmen ProteoMediX und Biognosys.
Er ist seit 1981 verheiratet und hat drei Kinder.

## Schriften (Auswahl)
- mit B. Oesch u. a.: A cellular gene encodes scrapie PrP 27-30 protein, Cell, Band 40, 1985, S. 735–746
- mit S. P. Gygi u. a.: Quantitative analysis of complex protein mixtures using isotope‐coded affinity tags. Nature Biotechnology, Band 17, 1999, S. 994–999
- mit S. A. Susin u. a.: Molecular characterization of mitochondrial apoptosis-inducing factor, Nature, Band 397, 1999, S. 441
- mit S. P. Gygi, Y. Rochon, B. R. Franza: Correlation between protein and mRNA abundance in yeast, Molecular and Cellular biology, Band 19, 1999, S. 1720–1730
- mit S. P. Gygi u. a.: Evaluation of two-dimensional gel electrophoresis-based proteome analysis technology, Proc. Nat. Acad. Sci. USA, Band 97, 2000, S. 9390–9395
- mit H. Zhou, J. D. Watts: A systematic approach to the analysis of protein phosphorylation,  Nature Biotechnology, Band 19, 2001, S. 375–378.
- mit D. R. Goodlett: Mass spectrometry in proteomics, Chemical Reviews, Band 101, 2001, S. 269–296
- mit D. K. Han, J. Eng, H. Zhou: Quantitative profiling of differentiation-induced microsomal proteins using isotope-coded affinity tags and mass spectrometry, Nature Biotechnology, Band 19, 2001, S. 946
- mit T. Ideker u. a.: Integrated genomic and proteomic analyses of a systematically perturbed metabolic network, Science, Band 292, 2001, S. 929–934
- mit A. Keller, A. Nesvizhskii, E. Kolker: Empirical statistical model to estimate the accuracy of peptide identifications made by MS/MS and database search., Anal. Chem., Band 74, 2002, S. 5383–5392.
- mit A. Keller u. a.: Empirical statistical model to estimate the accuracy of peptide identifications made by MS/MS and database search, Analytical Chemistry, Band 74, 2002, S.  5383–5392
- mit A. I. Nesvizhskii u. a.: A statistical model for identifying proteins by tandem mass spectrometry, Analytical Chemistry, Band 75, 2003, S. 4646–4658
- mit H. Zhang, X.-J. Li, D. B. Martin: Identification and quantification of N‐linked glycoproteins using hydrazide chemistry, stable isotope labeling and mass spectrometry, Nature Biotechnology, Band 21, 2003, S. 660–666.
- mit M. Mann: Mass spectrometry-based proteomics, Nature, Band 422, 2003, S. 198–207.
- mit P. G. Pedrioli u. a.: A common open representation of mass spectrometry data and its application to proteomics research, . Nature Biotechnology, Band 22, 2004, 1459–1466
- mit B. Kuster, M. Schirle, P. Mallick: Scoring proteomes with proteotypic peptide probes,  Nature Rev. Mol. Cell Biol. Band 6, 2005, S. 577–583
- mit B. Domon: Mass spectrometry and protein analysis, Science, Band 312, 2006, S. 212–217
- mit Vinzenz Lange, Paola Picotti, Bruno Domon: Selected reaction monitoring for quantitative proteomics: a tutorial,  Molecular Systems Biology, Band 4, 2008, S. 222
- mit P. Picotti u. a.: Full dynamic range proteome analysis of S. cerevisiae by targeted proteomics,  Cell, Band 138, 2009, 795–806
- mit P. Picotti u. a.: High-throughput generation of selected reaction-monitoring assays for proteins and proteomes,  Nature Methods, Band 7, 2010, S. 43–46.
- mit L. C. Gillet u. a.: Targeted data extraction of the MS/MS spectra generated by data-independent acquisition: a new concept for consistent and accurate proteome analysis,  Molecular & Cellular Proteomics, Band 11, 2012,  O111.016717.
- mit Paola Picotti: Selected reaction monitoring–based proteomics: workflows, potential, pitfalls and future directions,  Nature Methods, Band 9, 2012, S. 555–566
- mit A. Bensimon, A. J. Heck: Mass spectrometry-based proteomics and network biology,  Annual Review of Biochemistry, Band 81, 2012, S. 379–405
- mit P. Picotti, B. Bodenmiller: Proteomics meets the scientific method,  Nature Methods, Band 10, 2013, S. 24–27.
- mit M. M. Gubin, Hans-Georg Rammensee u. a.: Checkpoint blockade cancer immunotherapy targets tumour-specific mutant antigens, Nature, Band 515, 2014 S. 577
- mit O. T. Schubert u. a.: Building high-quality assay libraries for targeted analysis of SWATH MS data, Nature Protocols, Band 10, 2015, S. 426–441.
- mit M. Mann: Mass-spectrometric exploration of proteome structure and function, Nature, Band 537, 2016, S. 347–355